# Dolichopeza (Nesopeza) tinkhamiana
Dolichopeza (Nesopeza) tinkhamiana is een tweevleugelige uit de familie langpootmuggen (Tipulidae). De soort komt voor in het Oriëntaals gebied.